# سیارک ۲۵۶۸۶
سیارک ۲۵۶۸۶ (به انگلیسی: 25686 Stephoskins، نامگذاری:2000AF117)۲۵۶۸۶مین سیارک کشف شده‌است که در ۰۵ ژانویه ۲۰۰۰ کشف شد.